# اوسود
اوسود (به مجاری: Uszód) یک منطقهٔ مسکونی در مجارستان است که در ناحیه کالوچا واقع شده‌است. اوسود ۲۴٫۴۶ کیلومتر مربع مساحت و ۱٬۰۰۱ نفر جمعیت دارد.